# Cristian Mares
Cristian Jassiel Mares Sánchez (León, 12 de septiembre de 2004) es un futbolista mexicano  que se desempeña en la demarcación de delantero en el Club Puebla de la Primera División de México.

## Carrera

### Inicios
Ingresó a la categoría juvenil del Puebla en la sub-15 y conforme a su nivel logró subir a la categoría sub-20.
En abril de 2022, estuvo en el banquillo durante dos partidos de la Liga MX con el Puebla, pero no apareció en ninguno de los dos partidos. En febrero de 2023, se unió al club Canadian Premier League Vancouver FC en calidad de préstamo. Sin embargo, en abril se anunció que habían acordado mutuamente rescindir la cesión, antes del inicio de la temporada, y volvió a Puebla. Debutó en la Liga MX el 14 de julio de 2024 contra el Necaxa.

## Clubes
| Club                    | País   | Año         |
| ----------------------- | ------ | ----------- |
| Club Puebla             | México | 2020 - 2023 |
| Vancouver Football Club | Canadá | 2023        |
| Club Puebla             | México | 2023 - act  |